# Colisa
Colisa é um género de peixes de água doce, da família Osphronemidae. Esse género é considerado inválido por muitas classificações taxonómicas, como FishBase e NCBI, sendo considerado sinônimo de Trichogaster. São nativas dos países do sudeste asiático, como Índia, Bangladesh, Nepal, China, Paquistão e Myanmar.

## Espécies
Possui quatro espécies reconhecidas, algumas sistemáticas moveram as espécies para o género Trichogaster:
| Imagem | Nome científico / Nome científico atual | Autor                        | Nome comum      | Estado |
| ------ | --------------------------------------- | ---------------------------- | --------------- | ------ |
|        | Colisa chuna (Trichogaster chuna)       | F. Hamilton, 1822            | Colisa-mel      | LC     |
|        | Colisa fasciata (Trichogaster fasciata) | Bloch & J. G Schneider, 1801 | Colisa-listrada | LC     |
|        | Colisa labiosa (Trichogaster labiosa)   | F. Day, 1877                 | Colisa-labiosa  | LC     |
|        | Colisa lalia (Trichogaster lalius)      | F. Hamilton, 1822            | Colisa-anã      | LC     |